# Olexandr Fedenko
Olexandr Olexandrovych Fedenko –en ucraniano, Олександр Олександрович Феденко– (Kiev, 20 de diciembre de 1970) es un deportista ucraniano que compitió en ciclismo en las modalidades de pista, especialista en la prueba de persecución por equipos, y ruta.
Participó en dos Juegos Olímpicos de Verano, en los años 1996 y 2000, obteniendo una medalla de plata en Sídney 2000, en la prueba de persecución por equipos (junto con Olexandr Symonenko, Serhi Matveyev y Serhi Cherniavsky).
Ganó tres medallas en el Campeonato Mundial de Ciclismo en Pista entre los años 1997 y 2001.

## Medallero internacional
| Juegos Olímpicos   | Juegos Olímpicos    | Juegos Olímpicos | Juegos Olímpicos        |
| Año                | Lugar               | Medalla          | Competición             |
| ------------------ | ------------------- | ---------------- | ----------------------- |
| 2000               | Sídney ( Australia) | Medalla de plata | Persecución por equipos |
| Campeonato Mundial |                     |                  |                         |
| Año                | Lugar               | Medalla          | Competición             |
| 1997               | Perth ( Australia)  | Medalla de plata | Persecución por equipos |
| 1998               | Burdeos ( Francia)  | Medalla de oro   | Persecución por equipos |
| 2001               | Amberes ( Bélgica)  | Medalla de oro   | Persecución por equipos |